# Asplenium joellaui
Asplenium joellaui är en svartbräkenväxtart som beskrevs av Neil Snow. Asplenium joellaui ingår i släktet Asplenium och familjen Aspleniaceae. Inga underarter finns listade.